# Thomas Tudor Tucker (Marineoffizier)
Thomas Tudor Tucker CB (* 29. Juni 1775 im Tucker House, St. George’s, Bermuda; † 20. Juli 1852 in London) war ein britischer Marineoffizier.
Er war ein Neffe des Arztes und US-amerikanischen Schatzmeisters (Treasurer of the United States) Thomas Tudor Tucker, nach dem er auch benannt wurde.
1793 trat er in die Royal Navy ein. Tucker kommandierte seit 1808 die 18-Kanonen-Sloop HMS Cherub, die am 28. März 1814 vor Valparaíso, Chile, gemeinsam mit der Fregatte HMS Phoebe unter Captain James Hillyar die berühmte amerikanische Fregatte USS Essex unter Captain David Porter angriff und eroberte. 1811 wurde er zum Captain und 1846, anlässlich seiner Pensionierung, zum Rear-Admiral befördert. 1840 wurde er als Companion des Order of the Bath ausgezeichnet.